# Set It Off - Farsi notare
Set It Off - Farsi notare è un film statunitense del 1996 diretto da F. Gary Gray.

## Trama
Los Angeles, quattro donne afroamericane vedono le loro vite sconvolte: Lida "Stony" è testimone della morte del fratello per mano della polizia che lo ha scambiato per un ricercato; Cleopatra "Cleo" vive ai margini della società a causa di un passato criminale che non l'abbandona; Francesca "Frankie" viene ingiustamente licenziata dalla banca nella quale lavorava, dopo che, uscita miracolosamente incolume da una rapina tramutatasi in una strage, è emerso che conosceva personalmente uno dei rapinatori, ucciso durante la sparatoria; Tisean "T.T." viene privata dell'affidamento del figlioletto dopo che, a causa dell'abbassamento del suo salario, è stata costretta a portarlo con sé sul posto di lavoro, dove il bambino rimane vittima di un incidente. Le rispettive necessità di reperire denaro porteranno le quattro donne alla decisione di rapinare una banca ed il successo dell'azione le spingerà a continuare, in un crescendo di pericolo dalla quale solo una di loro riuscirà a salvarsi.